# رسوایی چونگدامدونگ
رسوایی چونگدامدونگ (انگلیسی: Cheongdam-dong Scandal; کره‌ای: 청담동 스캔들) یک مجموعه تلویزیونی صبحگاهی محصول سال ۲۰۱۴ کره جنوبی با بازی چوی جونگ یون، لی جونگ مون، کانگ سونگ مین، سو اون چه و لی سونگ اون است. این مجموعه از ۲۱ ژوئیه ۲۰۱۴ تا ۲ ژانویه ۲۰۱۵، روزهای دوشنبه تا جمعه ساعت ۰۸:۳۰ (کی‌اس‌تی) از اس‌بی‌اس برای ۱۱۹ قسمت پخش شد.